# NK Busovača
NK Busovača je hrvatski nogometni klub iz Busovače, BiH.

## Povijest
Klub je osnovan 1948. godine. Ranije je nosio ime NK Jedinstvo.
U sezoni 2008./09. natjecali su se u Drugoj ligi – Zapad I, ali je ta liga ukinuta, pa je NK Busovača odustao od natjecanja u zajedničkoj Drugoj ligi – Zapad. U prethodnoj sezoni zauzimali su 2. mjesto s 30 osvojenih bodova, a u doigravanju za ulazak u Prvu nogometnu ligu FBiH bili su posljednjeplasirani - šesti. U sezoni 2012./13. osvojili su 1. županijsku ligu i županijski kup ŽSB. Sezonu 2015./16. završavaju na drugom mjestu čime ostvaruju plsaman u Drugu ligu FBiH – Zapad. Nakon sezone 2020./21. ponovno odustaju od natjecanja u zajedničkoj Drugoj ligi te se nastavljaju natjecati u 1. županijskoj ligi SBŽ.

## Vanjske poveznice
- Službene stranice NK Busovača  Arhivirana inačica izvorne stranice od 30. ožujka 2009. (Wayback Machine)
- Facebook